# Vincent Kipsos
Vincent Kipsos (* 22. Juni 1976) ist ein kenianischer Marathonläufer.
2001 wurde er Dritter beim Reims-Marathon. Im Jahr darauf siegte er beim Rom-Marathon und stellte als Dritter beim Berlin-Marathon seine persönliche Bestzeit von 2:06:52 h auf. 2003 wurde er Dritter beim Vienna City Marathon und Achter beim Fukuoka-Marathon. 2004 wurde er Siebter beim Prag-Marathon und Fünfter beim Eindhoven-Marathon. 2007 wurde er Zwölfter und 2008 Neunter beim Frankfurt-Marathon.